# Wiadukt Landwasser
Wiadukt Landwasser (niem. Landwasserviadukt; fr. Le viaduc de Landwasser) – wiadukt kolejowy nad rzeką Landwasser w Alpach, w kantonie Gryzonia, w Szwajcarii. Należy do linii kolejowych Rhätische Bahn i znajduje się w pobliżu dworca kolejowego Filisur, na trasie do Tiefencastel. Wysokość wiaduktu wynosi 65 metrów, a długość 136 metrów. Dziennie przejeżdża nim 60 pociągów, rocznie – ok. 22 000.

## Historia
Wiadukt jest budowlą murowaną z miejscowego, ciosanego kamienia wapiennego. Konstrukcja wiaduktu, na którą zużyto 9200 metrów sześciennych kamienia, składa się z 6 przęseł o długości 20 m każde (ostatnie, szóste przęsło jest „ślepe”, nieprzelotowe), wspartych na pięciu filarach o przekroju prostokątnym, rozszerzających się ku dołowi. Linia wiaduktu biegnie po łuku, którego promień wynosi 100 m. Południowo-wschodni przyczółek wiaduktu osadzono w pionowej ścianie skalnej, a sam wiadukt łączy się bezpośrednio z wylotem długiego na 216 m tunelu Landwasser. Wiaduktem przebiega pojedynczy tor o nachyleniu wzdłużnym wynoszącym 20 promili.
Budowa wiaduktu rozpoczęła się w marcu 1901 roku, a w październiku następnego roku jeździły już po nim pierwsze pociągi. Do użytku publicznego wiadukt został oddany 1 lipca 1903 r. Inżynierem odpowiedzialnym projektu był niemiecki inżynier Friedrich C. S. von Hennings. Za stronę architektoniczną projektu odpowiadał Alexander Acatos. Wiadukt wybudowała firma Müller & Zeerleder. Koszty budowy wyniosły 280 000 ówczesnych franków szwajcarskich.
7 lipca 2008 r. wiadukt został wpisany na listę światowego dziedzictwa UNESCO. W marcu 2009 r. rozpoczęto gruntowny remont wiaduktu, trwający do końca roku. Prace pochłonęły ok. 24 tys. roboczogodzin i kosztowały ok. 4,6 mln franków szwajcarskich. Na czas remontu prędkość kursowania pociągów na wiadukcie była ograniczona do 10 km/godz.

## Galeria
- Nagranie lotnicze wiaduktu Landwasser

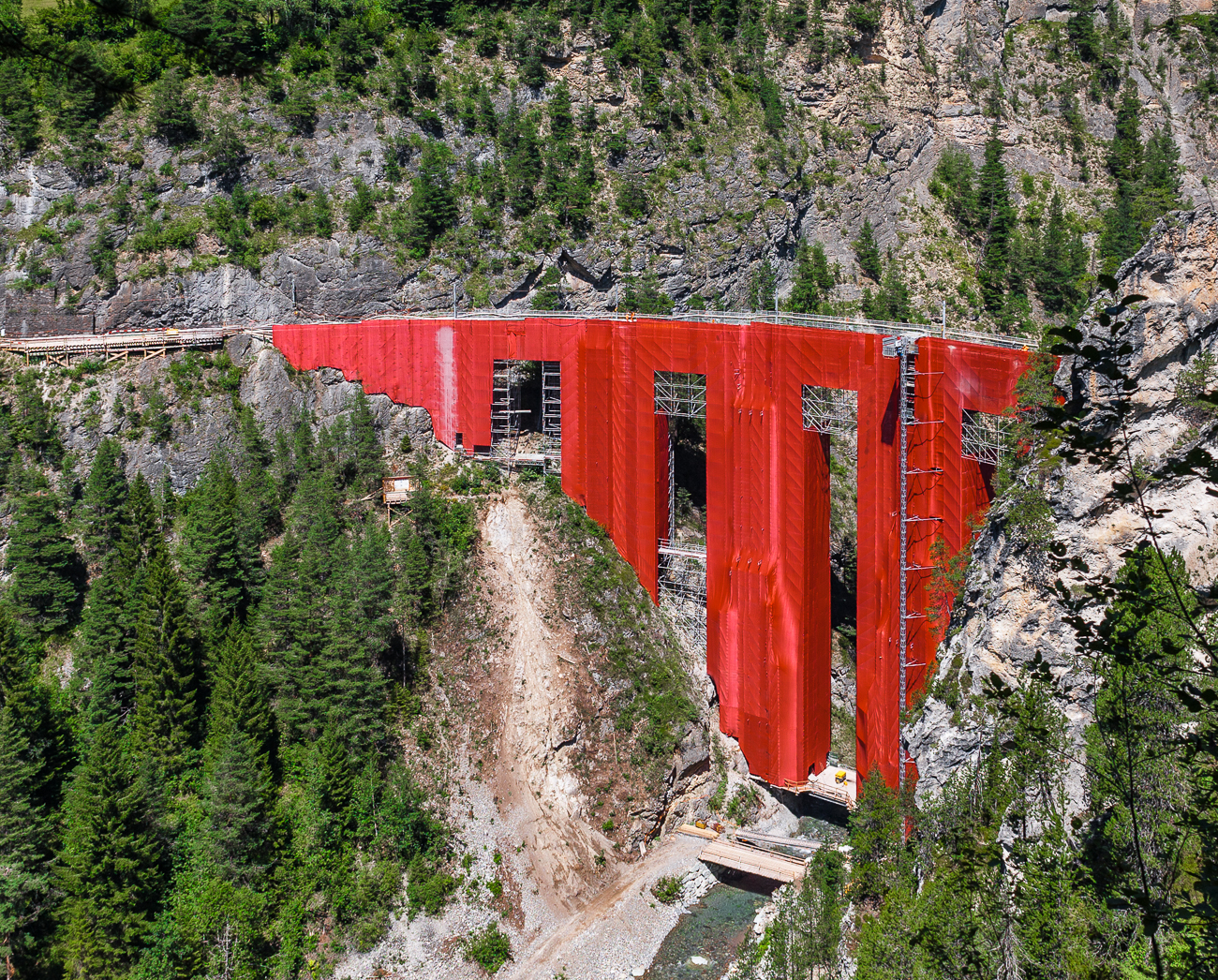
Podczas remontu wiaduktu 2009